# Ibiaí
Ibiaí is een gemeente in de Braziliaanse deelstaat Minas Gerais. De gemeente telt 7.907 inwoners (schatting 2009).

## Aangrenzende gemeenten
De gemeente grenst aan Buritizeiro, Coração de Jesus, Lagoa dos Patos en Ponto Chique.